# Steven Genter
Robert Steven „Steve“ Genter (* 4. Januar 1951 in Artesia, Kalifornien) ist ein ehemaliger US-amerikanischer Schwimmer und Olympiasieger.

## Werdegang
Genter studierte an der University of California, Los Angeles. Nachdem er bereits in der High School erfolgreich geschwommen war, gehörte er 1971 zur US-Mannschaft bei den Panamerikanischen Spielen. Dort gewann er Gold in beiden Freistilstaffeln und Silber über 400 Meter Freistil hinter seinem Landsmann James McConica.
Bei den Olympischen Spielen 1972 in München gewann der kahlrasiert angetretene Genter über 200 Meter Freistil die Silbermedaille hinter Mark Spitz. Zwei Tage später gewann die amerikanische 4-mal-200-Meter-Freistilstaffel mit John Kinsella, Frederick Tyler, Steven Genter und Mark Spitz in Weltrekordzeit die Goldmedaille mit fast sechs Sekunden Vorsprung auf die deutsche Staffel. Einen Tag später siegte über 400 Meter Freistil der US-Amerikaner Rick DeMont vor dem Australier Brad Cooper und Steven Genter. Weitere drei Tage später wurde DeMont wegen Einnahme eines ephedrinhaltigen Asthmamittels disqualifiziert und Genter rückte auf den zweiten Platz auf.